# Taupo
Taupo è una cittadina situata sulle sponde dell'omonimo lago, nel centro dell'Isola del Nord della Nuova Zelanda. È la sede del consiglio del distretto di Taupo e si trova nella parte meridionale della regione di Waikato. Nel 1953 Taupo ricevette ufficialmente lo status di borough (comune), tuttavia fin dal 1989 è stata amministrata dal Consiglio del distretto di Taupo, il distretto include sia il centro della città di Taupo che la sua hinterland. A scapito di questo ci si riferisce a Taupo occasionalmente anche come una città.
Il nome proviene dalla parola in lingua maori: Taupō-nui-a-Tia, il che significa "Il grande mantello di Tia": Tia sarebbe il nome dello scopritore del lago. Nel 2009 una squadra di cittadini di Taupo vinse il programma Top Town (Migliore Città) trasmesso sul canale della televisione nazionale neozelandese di TV2.

## Geografia fisica

### Clima
| Taupo               | Mesi | Mesi | Mesi | Mesi | Mesi | Mesi | Mesi | Mesi | Mesi | Mesi | Mesi | Mesi | Stagioni | Stagioni | Stagioni | Stagioni | Anno  |
| Taupo               | Gen  | Feb  | Mar  | Apr  | Mag  | Giu  | Lug  | Ago  | Set  | Ott  | Nov  | Dic  | Inv      | Pri      | Est      | Aut      | Anno  |
| ------------------- | ---- | ---- | ---- | ---- | ---- | ---- | ---- | ---- | ---- | ---- | ---- | ---- | -------- | -------- | -------- | -------- | ----- |
| T. max. media (°C)  | 23,3 | 23,3 | 20,9 | 17,6 | 14,1 | 11,8 | 11,2 | 12,1 | 14,1 | 16,5 | 19,0 | 21,3 | 22,6     | 17,5     | 11,7     | 16,5     | 17,1  |
| T. min. media (°C)  | 11,5 | 11,6 | 10,2 | 7,4  | 4,9  | 3,4  | 2,2  | 3,0  | 4,7  | 6,6  | 8,4  | 10,1 | 11,1     | 7,5      | 2,9      | 6,6      | 7,0   |
| Precipitazioni (mm) | 85   | 77   | 83   | 74   | 87   | 99   | 105  | 109  | 90   | 102  | 85   | 108  | 270      | 244      | 313      | 277      | 1 104 |

## Amministrazione

### Gemellaggi
- Hakone
- Numea
- Suzhou
- Xi'an